# Kościół św. Michała Archanioła w Surochowie
Kościół św. Michała Archanioła w Surochowie (dawniej cerkiew św. Paraskewy) – kościół rzymskokatolicki w Surochowie pw. św. Michała Archanioła, pełniący funkcję kościoła parafialnego. Obiekt został wzniesiony w latach 1912–14 jako greckokatolicka cerkiew pw. św. Paraskewy.
W 1998 świątynię wpisano do rejestru zabytków.

## Historia obiektu
Cerkiew zbudowano w latach 1912–1914 w typie bizantyjsko-ukraińskim z fundacji Witolda Czartoryskiego. Wcześniej istniała w Surochowie cerkiew drewniana wymieniana w 1860. W 1915 cerkiew została poważnie uszkodzona w czasie działań wojennych. Restaurowana była w latach 1983–1985. W 1946 cerkiew została przejęta przez Kościół rzymskokatolicki.

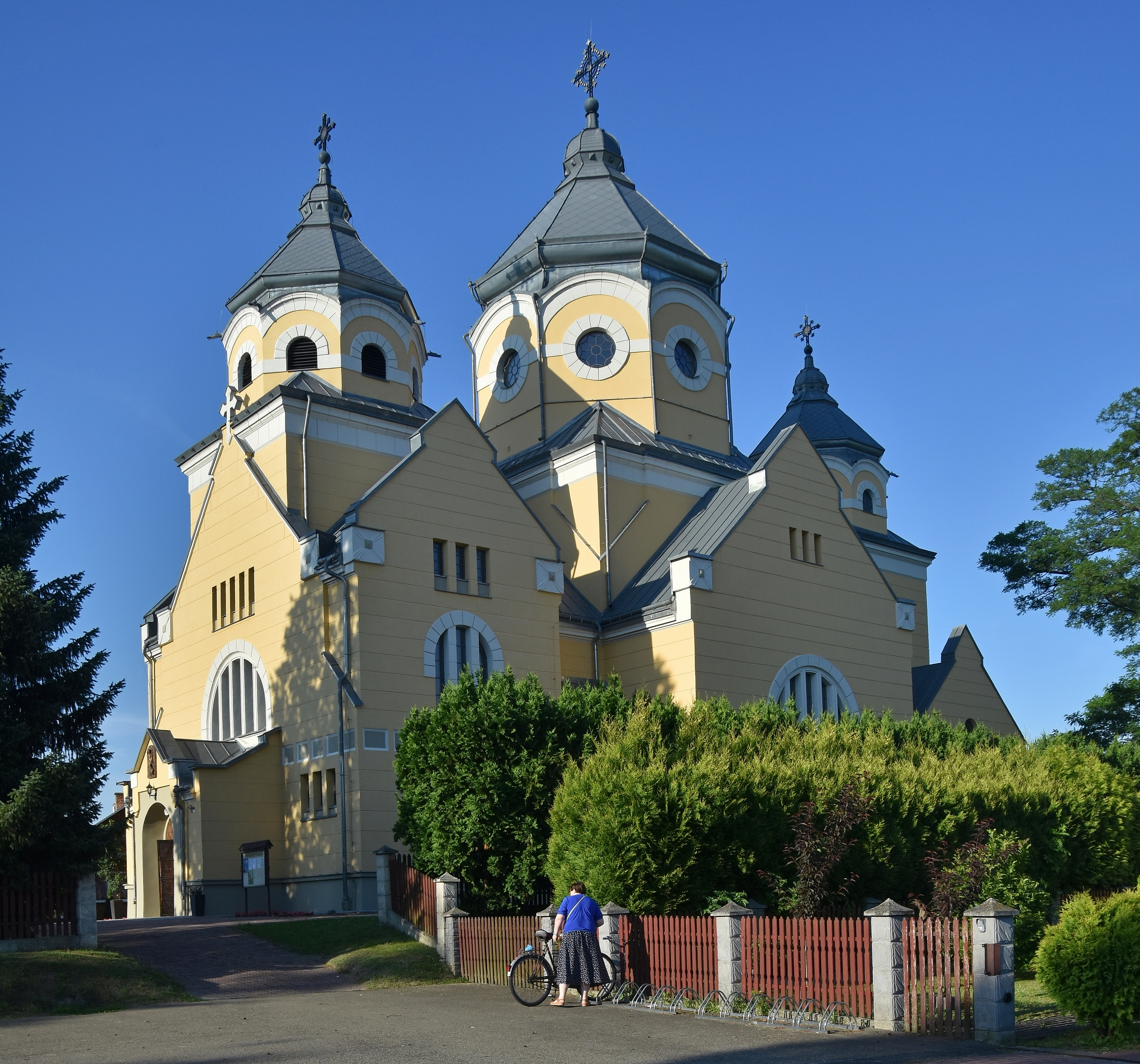
Elewacja boczna
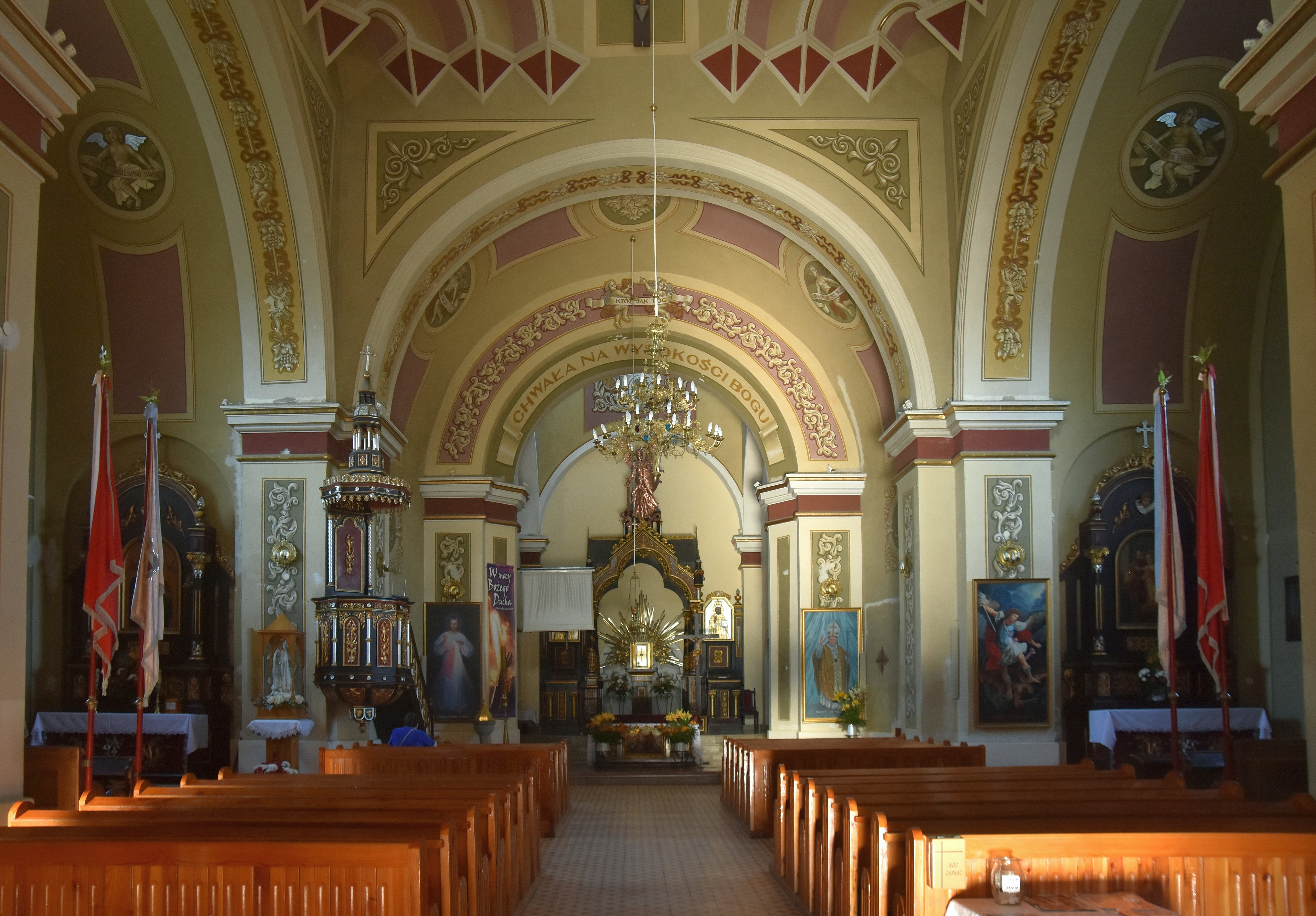
Wnętrze
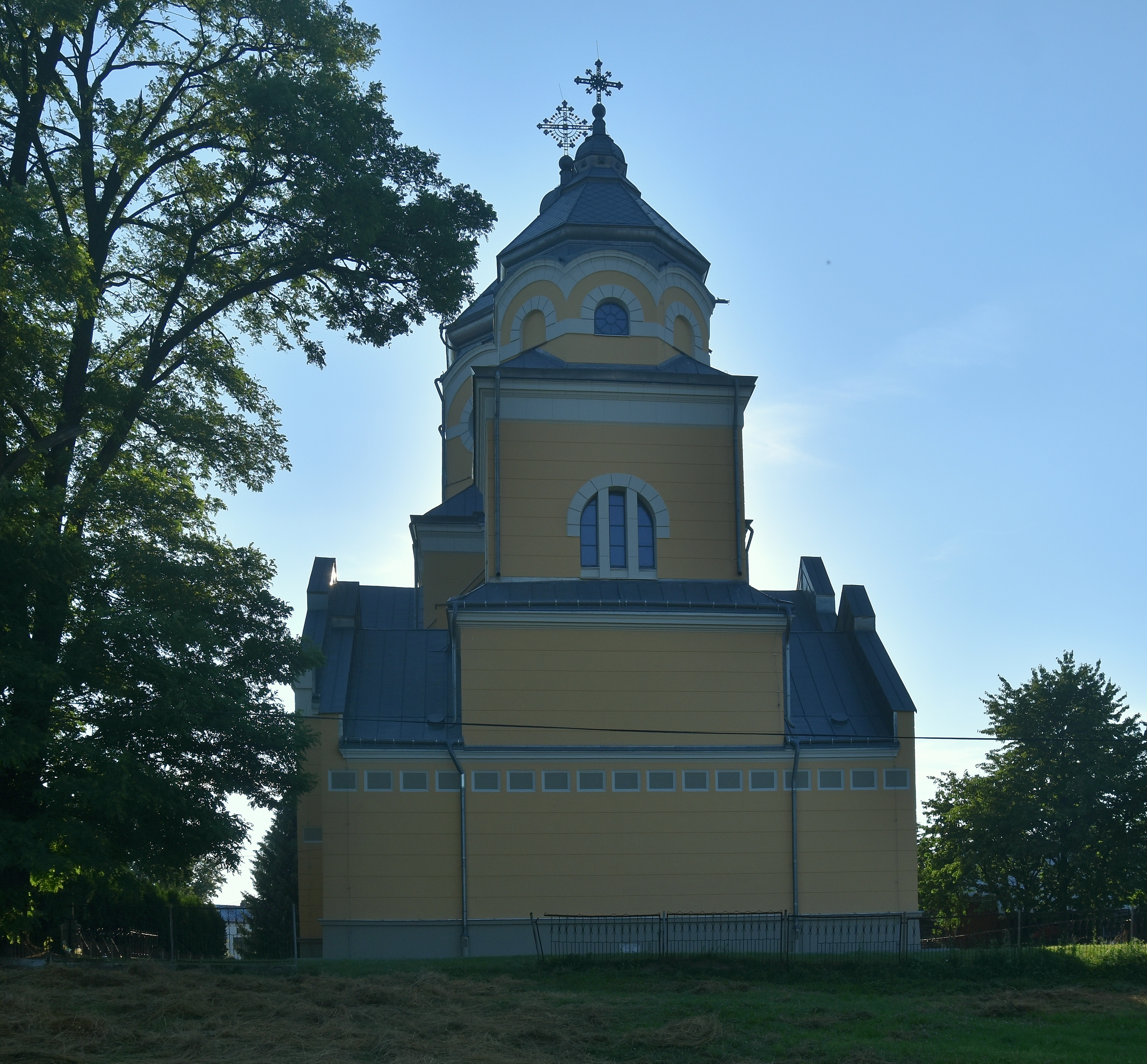
Widok od strony prezbiterium

## Architektura i wyposażenie
To monumentalna budowla, na rzucie krzyża greckiego, murowana. Prezbiterium zamknięte ścianą prostą, po bokach dwie zakrystie. Od frontu niewielki przedsionek. Nakryta trzema kopułami.
Wewnątrz znajduje się polichromia malowana w latach 1984–1985 przez Stanisława Gąsiora. Dawne wyposażenie cerkiewne nie zachowało się.